# Benthophilus nudus
Benthophilus nudus е вид лъчеперка от семейство Попчеви (Gobiidae).

## Разпространение
Видът е разпространен в България, Молдова, Румъния, Сърбия и Украйна.